# Peggy Brown
Peggy Brown, bürgerlich Margit Lorenz (* 1930 im Sudetenland, Tschechoslowakei) ist eine deutsche Schlagersängerin der 1960er Jahre.

## Leben
Margit Lorenz wuchs im Sudetenland auf und kam durch die Vertreibung 1946 in die damalige sowjetische Besatzungszone. In Erfurt besuchte sie die Musikhochschule, wo sie verschiedene Instrumente und Gesang studierte. Sie sang zuerst in Gera bei einer Band.
1949 kam sie nach Nienburg/Weser. Von hier aus tingelte sie durch die Lande. Neben Jazz sang sie aber auch Schlager. Später heiratete sie den Posaunisten Schumann, mit dem sie 1950 nach München zog. Hier spielte sie in diversen amerikanischen Clubs. In jenen Jahren produzierte der Bayerische Rundfunk mehrere Aufnahmen mit ihr und der Willi Bösel-Band unter Leitung von Herbert Beckh. Nach Auflösung der Willi Bösel-Band gründete Margit Schumann eine eigene Band, bei der sie sang sowie Gitarre und Akkordeon spielte.
Mitte der 1950er Jahre bekam Margit ihren ersten Schallplattenvertrag bei der Firma Tempo. Dort sang sie Coverversionen deutscher Schlager und Duette mit Fred Bertelmann und Claus Herwig. 1960 wurde sie von der Plattenfirma Telefunken unter Vertrag genommen. Der Produzent Wolf Kabitzky verpasste ihr schließlich 1960 den Künstlernamen Peggy Brown und produzierte mit ihr zunächst zwei Titel. Der 3. Titel Denn sie fahren hinaus auf das Meer wurde schließlich zum Hit und konnte sich wochenlang in den Charts halten. Dadurch wurde sie bekannt und erhielt mehrere Auszeichnungen. Sie hatte mehrere Engagements in Rundfunk und Fernsehen und ab 1961 auch im Film.
1962 nahm Peggy Brown bei den Deutschen Schlager-Festspielen in Baden-Baden teil. Ihr Titel Das Lexikon d’amour erreichte aber nur Platz 6.
Bis 1965 nahm Peggy Brown weitere Titel auf, doch konnte sie nicht mehr an ihren Erfolg von 1960 anknüpfen. Einer ihrer Partner auf einer Single war Claus Herwig (Duo „Peggy und Jack“), der schon als Teddy Parker eine Solokarriere machte.
Sie wirkte Ende der 60er/Anfang der 70er Jahre auch musikalisch bei den erfolgreichen Räuber Hotzenplotz-Hörspielen von Egon L. Frauenberger mit (noch heute auf 6 CD/MC erhältlich).
Als ihr Plattenvertrag auslief, gründete sie den Peggy-Brown-Chor, einen Backgroundchor, der an Aufnahmen zahlreicher Künstler, wie Siw Malmkvist und Vico Torriani, mitwirkte. In den 1970er Jahren gab sie auch das Chorsingen auf und zog sich mit ihrem zweiten Ehemann aus dem Showgeschäft zurück.

## Diskografie 1960–1965
(A/B-Seite, Veröffentlichung, Label)
| Lieber Jonny, komm doch wieder / Honeymoon mit dir allein      | 7/1960  | Telefunken |
| Singen, swingen / Ein Mann wie du                              | 7/1960  | Telefunken |
| Denn sie fahren hinaus auf das Meer / Zähle jede Stunde        | 12/1960 | Telefunken |
| Du bist meine Welt / Gegen Liebe gibt es keine Medizin         | 4/1961  | Telefunken |
| Jeden Sonntag eine Rose von dir / Sag ist das die Liebe        | 5/1961  | Telefunken |
| Gondola d’amore / Südwind – Sonne – Meeresstrand               | 7/1961  | Telefunken |
| Keiner weiß ob sie sich wiedersehn / Spiel nicht mit der Liebe | 10/1961 | Telefunken |
| Ein Wiedersehn mit Jacky / Das Lexikon d’amour                 | 1/1962  | Telefunken |
| Laß mich nie wieder weinen / Gehn am Kai die Lichter aus       | 3/1962  | Telefunken |
| Jedes Glück auf der Welt / Laß mich wieder heim                | 6/1962  | Telefunken |
| Komm doch wieder / Mein Reklame-Boy                            | 7/1962  | Telefunken |
| Das kann nur Liebe sein / Fremder Wind                         | 11/1962 | Telefunken |
| Ein Tango in der Hafenbar / Don Carlos                         | 3/1963  | Telefunken |
| Silberweiße Wogen / Eine Träne fiel ins Meer                   | 6/1963  | Telefunken |
| Schiff ohne Hafen / Die Berge von Dakota                       | 11/1963 | Telefunken |
| Bitte sag’s nicht weiter / Wenn es Abend wird                  | 12/1965 | Polydor    |

## Filmografie (Auswahl)
- 1961: Schlagerparade 1961
- 1961: Davon träumen alle Mädchen
- 1961: Ramona
- 1961: Schlager-Revue 1962
- 1962: Café Oriental
- 1962: Wenn die Musik spielt am Wörthersee